# عصمت‌الدین خاتون
عصمت‌الدین خاتون (عربی: عصمة الدين خاتون) (درگذشته: ۲۶ ژانویه ۱۱۸۶) دختر معین‌الدین آنر حاکم دمشق بود که در سال ۱۱۴۷ میلادی با نورالدین زنگی ازدواج نمود و بعد از فوت وی در سال ۱۱۷۶ به همسری صلاح‌الدین ایوبی درآمد.

## موقعیت خانواده
پدرش در سال ۱۱۳۸ حاکم دمشق شد و به نیابت از شاهزادگان سلسله بورون حکومت کرد. در طول این مدت، دمشق یک رقیب بزرگ در شمال در حلب و موصل داشت و این ایالت‌ها تحت حکومت عمادالدین زنکی بودند. دمشق در آن زمان همپیمانی با پادشاهی بیت‌المقدس را حفظ کرده بود، اما در سال ۱۱۴۷، عصمت‌الدین به عنوان بخشی از این پیمان با نورالدین زنکی ازدواج کرد.
پدر عصمت‌الدین خاتون در سال ۱۱۴۹ درگذشت و همسر وی توانست در سال ۱۱۵۴ کنترل کامل دمشق را به‌دست آورد.
صلاح‌الدین در سال ۱۱۷۶ پس از آنکه خود را به عنوان نگهبان تخت سلطنتی در دمشق اعلام کرد، با وی ازدواج کرد. به‌دنبال آن نیز خودش را حاکم تمامی شام و مصر معرفی نمود.

## درگذشت
عصمت‌الدین خاتون در ۲۶ ژانویه ۱۱۸۶ درگذشت درحالی که خبر درگذشت وی تا سه ماه بعد از وفات از صلاح‌الدین مخفی مانده بود.